# 洛西亞龍屬
洛西亞龍屬（屬名：Losillasaurus）為一屬可能是圖里亞龍類的蜥腳類恐龍，約生存於晚侏羅世（啟莫里階）與早白堊世（貝里亞階）交界期間的歐洲，化石出土於西班牙東南部華倫西亞的大主教村層。模式種巨型洛西亞龍（L. giganteus）於2001年由Casanovas、Santafe及Sanz正式描述及命名。正模標本（編號Lo-5）屬於一隻亞成年個體，包含部分頭骨、從頸部、背部、薦部到尾部的一系列脊椎、肱骨、尺骨、橈骨、掌骨、胸骨、恥骨、坐骨、腸骨等其他破碎骨頭。洛西亞龍的特徵在於近端尾椎的神經棘尺寸與形狀。肱骨長143公分，略小於潮汐龍約20%。Francisco Gascó估計其身長15至18公尺及體重12至15噸。
洛西亞龍起初被分類在梁龍超科，後於2005年重新歸類至大鼻龍類。2006年新的圖里亞龍類演化支建立，洛西亞龍歸入其中。
2019與2020年描述了數個洛西亞龍標本。其中SNH 180包括單一個前部尾椎；而正模是帶有牙齒的部分頭骨與部分顱後骨骼。據羅約托雷斯等人所述，洛西亞龍標本有助於研究人員定義心形牙齒在口內的位置，並顯示圖里亞龍類具有異型齒。